# Montage intégrateur
Un montage intégrateur est en électronique un montage  qui a pour signal de sortie l'intégrale de son signal d'entrée. Donc tout montage dont le signal de sortie vérifie la relation suivante est un montage intégrateur :
{\displaystyle V_{s}=k\int _{a}^{b}V_{e}dt}
où 
- k est une constante
- Ve est le potentiel d'entrée
- Vs est le potentiel de sortie

Bien sûr on peut remplacer la tension par le courant ou une autre grandeur.
Un signal rectangulaire sera  intégré par un montage intégrateur en un signal triangulaire.

## Filtres intégrateurs
Généralement un montage n'est intégrateur que dans une gamme de fréquence donnée. Seront dits filtres intégrateurs tous filtres ayant un comportement intégrateur sur la bande passante qui les caractérise. 

### Filtres intégrateurs actifs

Montage pseudo-intégrateur à amplificateur opérationnel.

Constitués majoritairement d'amplificateurs opérationnels, les filtres actifs intégrateurs sont souvent qualifiés de pseudo-intégrateurs en raison des limites de leur pouvoir intégrateur. Si on considère l'amplificateur ci-contre, en régime linéaire on a : 
{\displaystyle V_{-}\approx V_{+}}
Et on a, en considérant que l'impédance d'entrée de l'amplificateur opérationnel est infinie (si l'amplificateur opérationnel est considéré comme parfait) :
{\displaystyle -{\frac {R_{2}}{R_{1}}}\,V_{in}=R_{2}C\,{\frac {dV_{out}}{dt}}+V_{out}}
Un choix approprié de valeurs pour {\displaystyle R_{2}} et {\displaystyle C} permet de négliger le second terme du membre de droite. On obtient alors :
{\displaystyle -{\frac {R_{2}}{R_{1}}}\,V_{in}=R_{2}C\,{\frac {dV_{out}}{dt}}}
qui mène à :
{\displaystyle V_{out}=-{\frac {1}{R_{1}C}}\int \,V_{in}\,dt}